# Bernard Guldener
Bernard Guldener (5. července 1836 Horažďovice – 15. září 1877 Lomnice nad Popelkou) byl český básník a právník.

## Život

### Mládí
Narodil se do staré plzeňské patricijské rodiny. V letech 1854–1858 studoval na právnické fakultě Karlovy univerzity, kde zároveň chodil i na přednášky z filozofie a historie. Také v tu dobu začal přispívat do literárních časopisů, a také začal psát básně a povídky.

### Právník a autor
Po úspěšném absolvování studia začal pracovat pro státní službu, nejprve u okresního soudu v Plzni, a poté u okresního soudu v Březnici. Roku 1862 ale opustil zaměstnání, aby mohl složit doktorát práv. Během příprav mu ale zemřel otec a Guldener vstoupil jako koncipient do advokátní kanceláře v Plzni. V roce 1867 uskutečnil cestu do Paříže na Světovou výstavu umění a průmyslu. V roce 1869 se jeho satirická komedie Mňau stala, pro plzeňské publikum, velmi skandální záležitostí. To bylo důvodem, proč ještě ten samý rok odešel roku 1869 pracovat do notářské kanceláře v Hořovicích. O dva roky později se stal notářem v Lomnici nad Popelkou.

### Úmrtí
Bernard Guldener zemřel předčasně 15. září 1877 na zápal plic. Jeho tělo bylo převezeno do Plzně, kde byl pohřben na Mikulášském hřbitově.

## Dílo
Jeho dramatická prvotina, nesoucí název Kateřina II. a poslední král polský, aneb Had v růžích, sklidila veliký úspěch, a to jak ze strany obecenstva, tak ze strany kritiky. Avšak jeho druhá hra Mňau způsobila veliký skandál a to bylo důvodem, proč z Plzně odešel. V roce 1873 napsal Guldener libreto ke Dvořákově opeře Král a uhlíř, avšak použil pseudonym B. J. Lobeský. Teprve v jeho dědictví byla objevena hra Katastrofy dlouhé chvíle. Až počátkem 80. let 20. století byla nalezena dosud neznámá Guldenerova hra ve fondech Archivu města Plzně. Tato hra je pracovně označována jako Květinové zálety, z důvodu nedochovaného titulního listu.